# Moré
El moré o itene és una llengua de la família chapacura-wañam parlada a Bolívia i el Brasil. Amb menys de 100 parlants l'any 2007, tots ancians, la llengua es troba en perill crític d'extinció.
Des de la promulgació del decret suprem núm. 25894 l'11 de setembre de 2000 el moré és una de les llengües indígenes oficials de Bolívia. Va ser inclòs en la Constitució Política promulgada el 7 de febrer de 2009.

## Distribució geogràfica
A Bolívia, es parla al departament de Beni, província de Mamoré, a la confluència dels rius Mamoré i Iténez, a la localitat de Monte Azul. Hi ha només 75 parlants ancians d'un grup ètnic de 200 persones.
Al Brasil, es parla a l'estat de Rondônia, on només queden 12 parlants d'un grup ètnic de 30 persones.